# Strychnos parvifolia
Strychnos parvifolia är en tvåhjärtbladig växtart som beskrevs av A. Dc.. Strychnos parvifolia ingår i släktet Strychnos och familjen Loganiaceae. Inga underarter finns listade i Catalogue of Life.